# Number 96
Number 96 – australijska opera mydlana nadawana w latach 1972–1977, znana głównie z bardzo kontrowersyjnych jak na owe lata wątków. Serial ten był pierwszym na świecie, w którym pojawiła się para gejów. Wyemitowano łącznie 1218 odcinków.

## Wątki
Serial poruszał kontrowersyjne tematy, takie jak: rasizm, narkotyki, gwałt, problemy małżeńskie, homoseksualizm. W 1977 r., czyli pod koniec jego emisji, pojawiły się wątki związane grupą motocyklistów nazistów i psychopatycznym szantażystą.

## Oglądalność
Od 1973 r. do 1974 r. był to najpopularniejszy program w Australii. Oglądalność zaczęła jednak spadać, w końcu tak bardzo, że w 1977  r. zdjęto go z anteny.

## Obsada
- Pat McDonald jako Dorrie Evans (321 odcinków)[1]
- Jeff Kevin jako Arnold Feather (297)
- Joe Hasham jako Don Finlayson (297)
- Elaine Lee jako Vera Collins (283)
- Ron Shand jako Herbert Evans (237)
- Wendy Blacklock jako Edie MacDonald (227)
- Mike Dorsey jako Reg MacDonald (220)
- Chard Hayward jako Dudley Butterfield (208)
- Bunney Brooke jako Flo Patterson (195)
- Sheila Kennelly jako Norma Whittaker (193)
- Johnny Lockwood jako Aldo Godolfus (178)
- James Elliott jako Alf Sutcliffe (174)
- Bettina Welch jako Maggie Cameron (164)
- Dina Mann jako Debbie Chester (137)
- Gordon McDougall jako Les Whittaker (133)
- Suzanne Church jako Jane Chester (130)
- Mike Ferguson jako Gary Whittaker (128)
- Elisabeth Kirkby jako Lucy Sutcliffe (125)
- Harry Michaels jako Giovanni Lenzi (123)
- Frances Hargreaves jako Marilyn MacDonald (122)
- Philippa Baker jako Roma Godolfus (119)
- Tom Oliver jako Jack Sellars (105)
- Michael Howard jako Grant Chandler (96)
- Anya Saleky jako Jaja Gibson (81)
- Thelma Scott jako Claire Houghton (76)
- Abigail jako Bev Houghton (75)
- Mary Ann Severne jako Laura Trent (73)
- Stephen McDonald jako Lee Chandler (62)
- Joe James jako Gordon Vansard (61)
- Joseph Fürst jako Carlo Lenzi (56)
- Lynn Rainbow jako Sonia Freeman (53)
- Margaret Laurence jako Liz Chalmers (52)
- Arianthe Galani jako Maria Panucci (51)
- Vivienne Garrett jako Rose Godolfus (49)